# Kraft Schepke
Pour les articles homonymes, voir Schepke.
Kraft Schepke est un rameur allemand, né le 3 mars 1934 à Königsberg et mort le 12 novembre 2023 à Kiel.
Il est le frère du rameur Frank Schepke.

## Palmarès
- Jeux olympiques
  -  Médaille d'or en huit aux Jeux olympiques d'été de 1960 à Rome

- Championnats d'Europe d'aviron[2]
  -  médaille d'or en quatre sans barreur aux Championnats d'Europe d'aviron 1958 à Poznań
  -  médaille d'or en huit aux Championnats d'Europe d'aviron 1959 à Mâcon
  -  médaille d'or en quatre avec barreur aux Championnats d'Europe d'aviron 1961 à Prague